# Politbureau 1927
Hieronder de samenstelling van het Politbureau van het Centraal Comité van de Communistische Partij van de Sovjet-Unie in 1927 , na de verwijdering van Leon Trotski, Lev Kamenev en Grigori Zinovjev.
| Afbeelding | persoon             |
|            | Jozef Stalin        |
|            | Vjatsjeslav Molotov |
|            | Nikolaj Boecharin   |
|            | Jan Roedzoetak      |
|            | Kliment Vorosjilov  |
|            | Aleksej Rykov       |
|            | Michail Tomski      |
|            | Michail Kalinin     |
|            | Valerian Koejbysjev |

## Bron
- (en)  Leadership of the Communist Party of the Soviet Union (CPSU, 1917-1991)